# فرد هولمز
فرد هولمز (بالإنجليزية: Fred Holmes)‏ هو لاعب كرة قاعدة أمريكي، ولد في 1 يوليو 1878 في شيكاغو في الولايات المتحدة، وتوفي بنفس المكان في 13 فبراير 1956.